# Peace!
Peace! – trzecia płyta zespołu Indios Bravos wydana w 2007 roku.

## Lista utworów
1. Zmiana
2. Wolna wola
3. Tylko tu i teraz
4. Małpa (Live PR3 – 2007)
5. Jest tyle rzeczy do zrobienia
6. Mówię do Ciebie i siebie
7. Here where I am (Live PR3 – 2007)
8. Peace blues
9. Kwiatek
10. Pieśń
11. Where Is Your Love
12. Oprócz wody i powietrza
13. I know (Live Stodoła – 2004)
14. Czego tu jeszcze chcieć

## Skład

### Nagrań studyjnych dokonano w składzie
- Piotr Gutkowski – śpiew
- Dziun – śpiew
- Piotr Banach – instrumenty
- Krzysztof Sak – gitara
- Andrzej Smolik – flet, instrumenty klawiszowe w utworach nr 3, 8
- Jacek Prokopowicz – instrumenty klawiszowe w utworach nr 5, 8, 10, 11, 12
- Bartosz Łęczycki – harmonijka ustna

### Nagrań koncertowych dokonano w składzie
- Piotr Gutkowski – śpiew
- Piotr Banach – gitara
- Krzysztof Sak – gitara
- Przemek Filipkowski – instrumenty klawiszowe
- Ryszard Łabul – gitara basowa
- Tomek Kubik – perkusja
- Lech Grochala – instrumenty perkusyjne

## Informacje techniczne
- muzyka: Piotr Banach
- słowa: Piotr Banach (z wyjątkiem: Where is your love, I know, Here where I am – Piotr Gutkowski; Tylko tu i teraz, Małpa – Piotr Banach/Piotr Gutkowski)
- produkcja i realizacja: Piotr Banach
  - utwór nr 4 i 7 – Przemek Nowak
  - utwór nr 13 – Sebastian Witkowski
  - mix – Piotr Banach

## Single
- Wolna wola
- Mówię do Ciebie i siebie